# Perotis malachitica
Perotis malachitica es una especie de escarabajo barrenador metálico del género Perotis, categorizada en la tribu Dicercini, de la subfamilia Chrysochroinae. Fue descrita científicamente por Abeille de Perrin en 1896.

## Descripción
Mide 17,7 milímetros de longitud.

## Distribución
Se distribuye por Turquía, en la provincia de Mersin.